# 莫普提区
莫普提区是马里中部的一个大区。首府莫普提。该區北鄰通布圖區，西邻塞古區，东南與布基納法索接壤。
本區面積79,017平方公里，2009年人口2,037,330人。下分8縣108區。